# 發展地理學

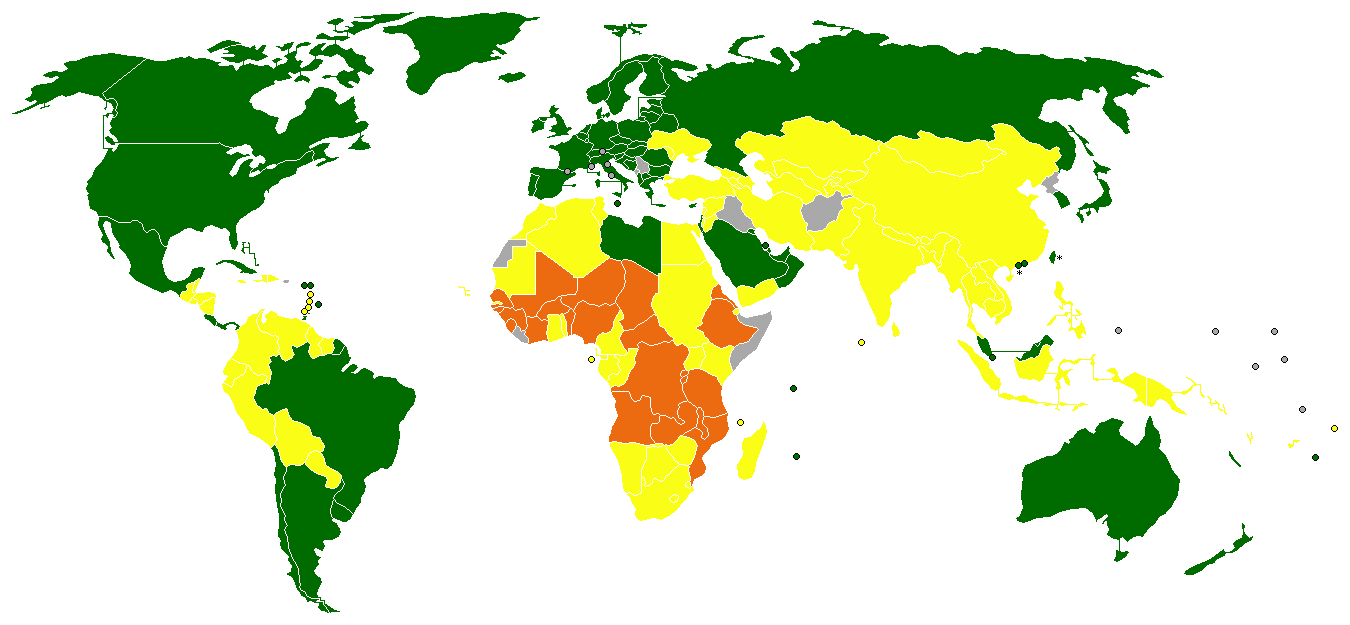
高人類發展指數
中人類發展指數
低人類發展指數
資料暫缺(colour-blind compliant map)

發展地理學（Development geography）是研究人類發展水山和生活品質的地理學。發展雖然可以提高人類的生活品質，但也會導致地區差異等問題。發展地理學研究發展的空間格局，並試圖尋找發展與經濟、政治和社會等要素的關係。此外，他們也對發達國家和發展中國家進行比較探究。而國家內部的發展差距（如意大利的南北問題）也是研究的對象。可持續發展也屬於發展地理學的研究範圍之內。